# Учайкин, Максим Андреевич
Макси́м Андре́евич Уча́йкин (род. 26 февраля 1988, Арсеньев, Приморский край, СССР) — российский профессиональный баскетболист, тренер.

## Карьера
Учайкин воспитанник арсеньевской ДЮСШ «Полёт». Первым тренером был Е. В. Акуличев, под руководством которого Максим стал неоднократным чемпионом края на первенствах для юношей 87-88 годов рождения, а также заслужил место в сборной края на турнире «Дети Азии». После школы играл в сборной ДВГУ (позже ДВФУ) на позиции разыгрывающего защитника, под руководством В. Ф. Полянина. Вместе с ней участвовал чемпионате АСБ. Из студенческой команды разыгрывающий стал привлекаться в «Спартак-Приморье», играл в юношеской и основной командах. После завершения карьеры игрока Максим перешёл на тренерскую работу, став в 2012 году ассистентом главного тренера в «Спартаке-Приморье-ДЮБЛ».
В октябре 2014 года Учайкин принял участие в матче 1/16 финала Кубка России как играющий тренер. В игре против тобольского «Нефтехимика» Максим провёл на площадке 29 минут 28 секунд и отметился 3 очками, 4 передачами и 4 подборами.
В августе 2015 года Учайкин и весь тренерский штаб покинули «Спартак-Приморье» и перешли в «Сахалин».
В июле 2017 года Учайкин вошёл в тренерский штаб сборной России (до 20 лет), которая принимала участие в чемпионате Европы в дивизионе В.
Летом 2017 года Учайкин вернулся в «Спартак-Приморье» в качестве тренера по физподготовке.
Перед началом сезона 2018/2019 Учайкин стал ассистентом Милоша Павичевича, а в ноябре 2018 года стал исполнять обязанности главного тренера после его отставки. В сезоне 2019/2020 Учайкин избавился от приставки «и. о.» и стал главным тренером «Спартака-Приморье».
Сезон 2020/2021 Учайкин начинал ассистентом в тренерском штабе Павичевича в «Куполе-Родники», но в ноябре 2020 года стал главным тренером «Зенита-М» в Единой молодёжной лиге ВТБ.
В сезоне 2021/2022 «Зенит-М» стал чемпионом Единой молодёжной лиги ВТБ, а Учайкин был признан «Тренером года».
В июле 2022 года Учайкин вошёл в тренерский штаб основной команды «Зенита» и стал ассистентом Хавьера Паскуаля.
В июле 2024 года Учайкин продлил контракт с «Зенитом» на 1 год.
В июле 2025 года Учайкин подписал новый контракт с «Зенитом» и вошёл в тренерский штаб Александера Секулича.

## Достижения

### Как главный тренер
- Чемпион Единой молодёжной лиги ВТБ: 2021/2022

### Как ассистент
- Серебряный призёр Единой лиги ВТБ : 2024/2025
- Бронзовый призёр Единой лиги ВТБ: 2023/2024
- Обладатель Суперкубка Единой лиги ВТБ (2): 2022, 2023
- Бронзовый призёр Суперкубка Единой лиги ВТБ: 2024
- Серебряный призёр чемпионата России: 2024/2025
- Бронзовый призёр чемпионата России: 2023/2024
- Чемпион Суперлиги (2): 2015/2016, 2017/2018
- Обладатель Кубка России: 2023/2024
- Серебряный призёр Кубка России: 2022/2023